# Intradura
Intradura is een opdrachthoudende vereniging opgericht op 27 april 2017 als afsplitsing van Haviland. Deze vereniging staat in voor het afvalbeheer van 19 gemeenten in de westrand van de provincie Vlaams-Brabant. 
Intradura verzorgt taken rond afvalbeheer voor de gemeenten/steden: Asse, Beersel, Bever, Dilbeek, Drogenbos, Gooik, Grimbergen, Halle, Herne, Kapelle-op-den-Bos, Lennik, Linkebeek, Merchtem, Opwijk, Pepingen, Roosdaal, Sint-Pieters-Leeuw, Ternat en Wemmel.
De Raad van Bestuur is samengesteld uit 12 gemeentelijke bestuurders, 3 bestuurders met een raadgevende stem en 4 deskundigen. Voorzitter is Jef Walravens.